# Bernardo de Mora

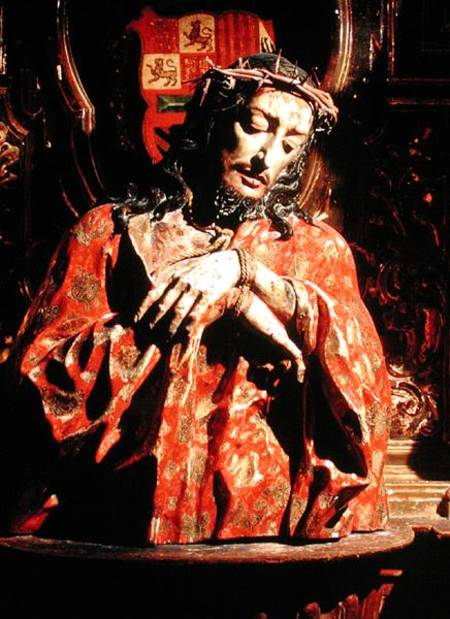
Ecce Homo, Capilla Real de Granada.

Bernardo de Mora (Porreras, Baleares, bautizado el 13 de octubre de 1614 - Granada, enterrado el 26 de enero de 1684) fue un escultor del barroco español.

## Biografía
De origen mallorquín, muy joven se trasladó a Baza, población del Reino de Granada donde parece que ya se hallaban establecidos algunos parientes suyos. En dicha ciudad fue donde probablemente aprendió el oficio de escultor, pues ingresó en el taller de Cecilio López, un discreto seguidor de Alonso de Mena, con quien había estudiado en su juventud y con cuya hermana Cecilia se había casado. En 1641 será Bernardo de Mora quien contraerá matrimonio con la hija de la pareja, Damiana. De esta unión nacerán varios hijos: José, Raimundo, Cecilio y Diego, de los cuales el primero y el último serán también escultores.
Mora siguió trabajando a las órdenes de Cecilio López hasta la muerte de Alonso de Mena en Granada. Ambos artistas marcharán a la capital andaluza para cubrir el vacío que el fallecimiento del maestro ha ocasionado. Bernardo llegará a un acuerdo de colaboración con Pedro de Mena, el hijo del finado.
La llegada a Granada (1652) de Alonso Cano supondrá un gran estímulo para los artistas locales. Tanto Mena como Mora trabajarán como ayudantes del gran maestro, que dejará una gran huella en su arte.
En 1658 Mena traslada su taller a Málaga. Bernardo de Mora quedó solo en Granada, con un gran volumen de trabajo por asumir al quedar como el más destacado escultor de la ciudad tras la muerte de Alonso Cano en 1667.
Tras una productiva carrera, Bernardo de Mora fallecerá en 1684, siendo enterrado el 26 de enero de dicho año en el convento de Santa Isabel de Granada.

## Estilo
Bernardo de Mora no es un escultor de gran impulso creativo, sino más bien, un excelente continuador del estilo y los modelos creados por artistas de superior inventiva, como Pedro de Mena o Alonso Cano. Los rostros de sus figuras recuerdan lejanamente la obra de este último; sin embargo, hay algo de afectación en ellas. La atención en los pliegues de las vestimentas y el amor al detalle son característicos de su producción. Tiene una intención realista, aunque no consigue la intensidad mística que alcanzan sus mejores colegas. La suntuosidad que imprime a sus santos tiene algo de mundano. De esta manera parece anunciar el rococó y el arte del siglo XVIII.

## Obra destacada
- Ecce Homo (1659, Capilla Real de Granada), relicario.
- Esculturas de la fachada de la Virgen de las Angustias (1665, Granada), junto a su hijo José de Mora.
- San Miguel arcángel (1675, ermita del Albaicín, Granada)
- Esculturas de San Juan de Dios (1679, Granada)
  - San Juan de Dios
  - San Rafael
  - Virgen niña